# Дубочица (стадіон)
Стадіон Дубочица — футбольний стадіон у місті Лесковац, Сербія. Власником стадіону є місто Лесковац, Домашній стадіон футбольного клуба Дубочица. Стадіон складається з чотирьох трибун загальною місткістю 8 136 місць.
Стадіон віднесений до 4 категорії УЄФА. Це дозволяє проводити матчі чемпіонату першого дивізіону, товариські та міжнародні матчі відповідно до вимог УЄФА та ФІФА.

## Старий стадіон
На місці нинішнього стадіону був Міський стадіон. Він мав західну трибуну місткістю 2 514 місць, а східна вміщала близько 4 500 глядачів. Стадіон належав місту і десятиліттями перебував в аварійному стані через нестачу коштів. Прожектори та електрика були відсутні, стадіон часто ставав об'єктом вандалів.

## Новий стадіон
У березні 2021 року розпочався демонтаж старого стадіону, а в липні 2021 року розпочалося будівництво нового стадіону. Вартість робіт на стадіоні становила майже 2,5 мільярда динарів, гроші надав Офіс з управління державними інвестиціями. Підрядником виступила новосадська компанія GAT.
Стадіон був добудований навесні 2023 року. Висота будівлі стадіону — 16,3 метра, висота прожекторів — 32 метри, розміри футбольного поля — 105х68 метрів, а загальний розмір поля — 121х85 метрів. Стадіон обладнаний «гібридною травою», сумішшю штучної та натуральної трави. Він був офіційно відкритий 21 серпня 2023 року матчем Першої ліги Сербії між Дубочицею та Новим Садом.
Нову арену прозвали «Олд Траффорд Лесковац». Як і Манчестер, Лесковац є промисловим містом (у тому числі текстильної промисловості) і відомий як сербський Манчестер. Стадіон «Манчестер Юнайтед» називається «Олд Траффорд». Саме на честь цього стадіон отримав таке прізвисько.

## Міжнародні матчі
Команда «Чукарічки» проводила свої матчі Ліги Європи УЄФА 2023-24 та Ліги Конференції УЄФА 2023-24 на цьому стадіоні, оскільки її домашній стадіон не відповідає вимогам УЄФА.
19 листопада 2023 року збірна Сербії грала на цьому стадіоні останній відбірковий матч на чемпіонат Європи 2024 року проти команди Болгарії. Рахунок матча 2–2. Через расистські інциденти на останньому домашньому матчі Сербії проти Чорногорії гра проходила без глядачів.

## Галерея

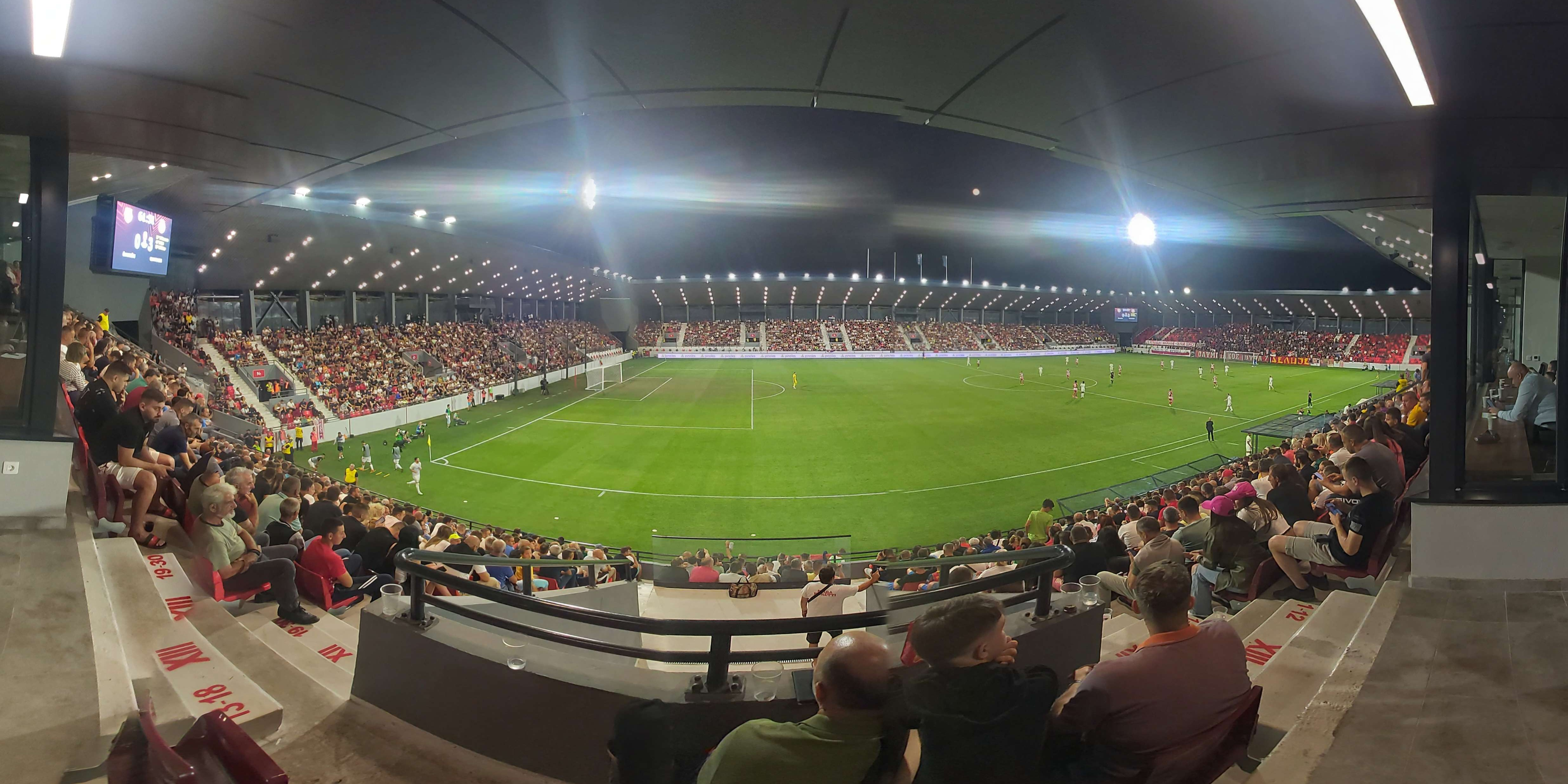
Міський стадіон у Лесковаці